# Північ

Зображення сторін світу. На сучасних картах Півночі виділяється верхня частина.

Пі́вніч — сторона світу та одна з чотирьох головних точок горизонту. У західній культурі є найважливішою стороною світу: через північ, у той чи інший спосіб, визначаються всі інші.
В українській мові позначається як Пн, міжнародне позначення — N (від англ. North).

## Тлумачення
Справжня північ — напрямок на поверхні Землі до одного з полюсів земної осі, а саме до полюсу, що розташована ліворуч від спостерігача, який перебуває на екваторі обличчям до сходу сонця.
Магнітна північ — напрямок на поверхні Землі, в якому сила горизонтального магнітного поля має максимальне значення (слід зауважити, що інколи трапляється зміна магнітних полюсів планети, хоча настільки рідко, що не виникає проблем з термінологією).

## Походження терміна
Частина світу, де розташоване сонце у середині ночі: «пів ніч».